# Société belge de musicologie
La Société belge de musicologie (Belgische Vereniging voor Muziekwetenschap) est une société savante fondée en 1946 afin de rassembler les musicologues et promouvoir la recherche musicologique en Belgique.

## Historique
La Société belge de musicologie est créée en 1946 (fondée officiellement le 2 mars 1946) par Charles Van den Borren, Suzanne Clercx-Lejeune et Albert Vander Linden, dans le but de « réunir tous ceux qui, en Belgique, s'intéressent aux choses de la musique (musiciens comme musicologues), promouvoir les études musicologiques en Belgique, entreprendre des travaux d'équipe, poursuivre, enfin, des recherches plus particulières sur le passé musical du pays ».
Après la mort en 1966 de son président, Van den Borren, l'activité de la société se réduit et ne reprend pleinement qu'en 1974,. 
En 1975, Vander Linden devient président de la Société, puis Robert Wangermée lui succède en 1978,. 
En 1995, la société comptait cent membres belges et vingt membres étrangers, parmi lesquels des musicologues, des étudiants et des interprètes.
La Société belge de musicologie est l'éditrice depuis 1946 de la Revue belge de musicologie. Elle a également publié plusieurs monographies ainsi qu'un volume (en 1950) de Flores Musicae Belgicae, notamment. 